# Китнос
Китнос (грчки грч. ) је једно острва у групацији Киклада у Грчкој. Управно острво припада округу Кеа-Китнос у оквиру Периферији Јужни Егеј, где чини засебну општину.

## Природни услови
Китнос је једно од острва Киклада средње величине. Њена значајна повољност је то што је близина копна, а посебно престонице Атине - око 100 km. Најближа околна острва су Кеа 10 km ка северу и Серифос на 10 km ка југу. Острво спада у разуђенија острва Киклада (око 100 km обале) и планинско у већем делу. Острво поседује и 70ак малих, али прелепих плажа.
Китнос има сушну средоземну климу и постоји сталан недостатак воде, због чега је Китнос добрим делом сушан и каменит. Биљни и животињски свет острва су такође особени за ову климу. Од гајених култура доминирају маслина и винова лоза.

## Историја
За Китнос, као и за целокупне Кикладе, је необично важно раздобље касне праисторије, тзв. Кикладска цивилизација, зависна и блиска Критској. Иза Кикладске цивилизације су данас остале бројне фигурине-идоли, везане за загробни живот. Током старе Грчке Китнос је била један од малих полиса у веома важном делу Грчке.
После тога острвом је владао стари Рим, а затим и Византија. 1204. г. после освајања Цариграда од стране Крсташа Киклади потпадају под власт Млечана, под којима остају дуго, до почетка 17. века, када нови господар постаје османско царство. Становништво Китноса је било рано укључено у Грчки устанак 20их година 19. века, па је острво оно је одмах припало новооснованој Грчкој. Међутим, развој нове државе није спречио исељавање месног становништва у 20. веку. Последњих деценија ово је донекле умањено развојем туризма.

## Становништво
Главно становништво на Китносу су Грци. Китнос спада у ређе насељена острва међу значајнијим острвима Киклада, али је близина престонице Атине и развој викенд-туризма допринео просперитету острва током последње две деценије. Ово је узроковало скок становништва, нарочито у местима уз обалу.
На острву нема великих насеља. Главно место острва, град Китнос или Месарија, једноставније Хора ("средиште") се налази у брдовитој средини острва, на врху брда, и удаљен од мора, а разлог овоме су некадашњи напади гусара, који су нападали насеља на обали. Сличан случај је и са другим по величини насељем Дриопида. Места су због тога збијена са усликим и стрмим улицама, што им даје посебну сликовитост и туристичку привлачност.

## Привреда
Привреда Китноса се заснива на туризму (највише викенд-туризам Атињана) и поморству, а мање на традициналној пољопривреди (јужно воће, маслине).

## Галерија
- Китнос
- Китнос, увала
- село
- Плажа
- Мапа Китноса